# Zinaida Woronina
Zinaida Borisowna Woronina, z domu Drużynina (ros. Зинаида Борисовна Дружинина-Воронина; ur. 10 grudnia 1947 w Joszkar-Ole, zm. 17 marca 2001 w Bałaszysze) – gimnastyczka rosyjska, w barwach ZSRR mistrzyni olimpijska oraz medalistka Mistrzostw Świata i Europy.
Igrzyska w 1968 były jej jedyną olimpiadą. Triumfowała w drużynie. Była druga w wieloboju oraz trzecia w skoku i ćwiczeniach na poręczach. Była multimedalistką mistrzostw świata. W 1966 sięgnęła po srebro w drużynie i brąz w ćwiczeniach wolnych. Cztery lata później wywalczyła cztery krążki: złoto w drużynie i trzy brązowe w konkurencjach indywidualnych (wielobój, poręcze i ćwiczenia wolne). W 1967 była medalistką mistrzostw Europy.
Jej mąż Michaił Woronin także był gimnastykiem, medalistą olimpijskim.
Medale igrzysk olimpijskich (1968)
- złoto w wieloboju drużynowym
- srebro w wieloboju indywidualnym
- brąz w skoku przez konia
- brąz w ćwiczeniach na poręczach

Medale mistrzostw świata
- 1966
  - srebro w wieloboju drużynowym
  - brąz w ćwiczeniach wolnych
- 1970
  - złoto w wieloboju drużynowym
  - brąz w wieloboju indywidualnym
  - brąz w ćwiczeniach wolnych
  - brąz w ćwiczeniach na poręczach

Medale mistrzostw Europy (1967)
- srebro w wieloboju indywidualnym
- brąz w ćwiczeniach na równoważni
- brąz w ćwiczeniach wolnych